# Tabanus proximus
Tabanus proximus är en tvåvingeart som beskrevs av Walker 1848. Tabanus proximus ingår i släktet Tabanus och familjen bromsar. Inga underarter finns listade i Catalogue of Life.